# Бабак, Александр Михайлович
Алекса́ндр Миха́йлович Баба́к (укр. Олександр Михайлович Бабак; род. 3 февраля 1979, Киев) — украинский футболист, вратарь. Имеет азербайджанское гражданство.

## Биография
В 1998 году начал выступать за «Факел» из Варвы, клуб выступал во Второй лиге. После играл в любительском чемпионате за киевскую «Оболонь-2». С 2001 по 2002 год находился в составе «Системы-Борекс». Летом 2002 года перешёл в бориспольский «Борисфен». В команде в основном выступал в «Борисфене-2». 14 марта 2004 года дебютировал в Высшей лиге в домашнем матче против криворожского «Кривбасса» (2:1), в этом матче Бабак пропустил гол с пенальти на 53 минуте от Сеада Салаховича.
Зимой 2005 года перешёл в симферопольскую «Таврию», где главным тренером был Олег Федорчук. В «Таврии» Бабак сыграл всего 1 матч в Кубке Украины 13 августа 2005 года против «Газовик-ХГД» (0:4). В январе 2006 года получил статус свободного агента. После играл за азербайджанский «МКТ-Араз», получил гражданство Азербайджана.
Летом 2006 года перешёл в ФК «Львов», клуб выступал в Первой лиге. Зимой 2007 года перешёл в алчевскую «Сталь». В команде дебютировал 7 апреля 2007 года в матче против днепропетровского «Днепра» (3:1), на 7 минуте Бабак пропустил гол с пенальти от Сергея Назаренко. По итогам сезона 2006/07 «Сталь» заняла последние 16 место и вылетела из Высшей лиги.

## Достижения
- Серебряный призёр Первой лиги Украины: 2002/03
- Победитель Второй лиги Украины: 2001/02
- Серебряный призёр Второй лиги Украины (2): 1997/98, 2000/01